# 裘·諾維塔
裘·諾維塔（印尼語：Jo Novita，1981年11月19日—），是一名已退役印尼女子羽球運動員。 
裘是2003年東南亞運動會羽毛球比賽女子雙打金牌得主（搭檔為莉塔·努利塔）；也是2003年和2007年同一賽事的女子團體金牌隊伍成員之一。她在泰國羽球公開賽（2001年）和菲律賓羽球公開賽（2006年）贏得冠軍。諾維塔還參加了2004年夏季奧運會和2006年亞運會。
在2004年夏季奧運會上，她與莉塔一起參加女子雙打項目。他們在第一輪輪空，並在16強賽被中國的張潔雯和楊維擊敗。她曾代表印尼參加2008年優霸盃，與格雷西婭·波利搭檔雙打，最終印尼輸給中國而獲得第二名。2008年10月，她與拉妮·孟迪雅斯蒂一起參加丹麥超級賽女子雙打項目，在決賽中輸給馬來西亞選手黃佩蒂和陳儀慧，獲得亞軍。